# Gedeon (Czetwertyński)
Gedeon, imię świeckie Grzegorz Zacharowicz Świętopełk (Swiatopołk)-Czetwertyński (ur. ok. 1634 w Starej Czetwertni, zm. 27 marca?/6 kwietnia 1690 w Kijowie) – biskup Rosyjskiego Kościoła Prawosławnego. 

## Życiorys

### Pochodzenie. Biskup łucki
Pochodził z książęcego prawosławnego rodu Czetwertyńskich.
Między rokiem 1658 a 1663 (różne źródła wskazują jako najbardziej prawdopodobną datę rok 1661 lub 1663) został wybrany na prawosławnego biskupa łuckiego i ostrogskiego, a następnie przyjął chirotonię biskupią z rąk metropolity kijowskiego Dionizego. Na katedrze blisko współpracował z łuckim bractwem działającym przy cerkwi Podwyższenia Krzyża Pańskiego w Łucku, wsparł bractwo w konflikcie z kasztelanem brzeskim. Bronił stanu posiadania prawosławnych przeciwko przejmowaniu przez unitów kolejnych cerkwi i klasztorów, m.in. prowadził wieloletni konflikt z biskupem włodzimierskim Lwem Załęskim o monaster Narodzenia Matki Bożej w Zahorowie Nowym. W 1679 brał udział we wspólnych soborach prawosławnych i unitów w Grodnie i Lublinie, na których omawiana była możliwość zawarcia nowej unii kościelnej, do czego ostatecznie nie doszło. Jedną z przyczyn fiaska rozmów było zdecydowanie antyunijne stanowisko bractwa łuckiego oraz biskupa Gedeona; analogiczne poglądy przedstawili delegaci innych bractw cerkiewnych i prawosławnej szlachty. Począwszy od 1678 biskup łucki utrzymywał kontakty z dworem carskim, prosząc cara o wspieranie prawosławnych w Polsce. Po śmierci biskupa przemyskiego Antoniego w 1680 biskup Gedeon był ostatnim prawosławnym hierarchą działającym w granicach Rzeczypospolitej.
W czerwcu 1684 król Jan III Sobieski prosił go o skłonienie hetmana Iwana Samojłowicza do wystąpienia przeciwko Turkom. W tym samym roku król zażądał od biskupa Gedeona przyjęcia unii, grożąc w przeciwnym razie uwięzieniem na zamku w Malborku. W związku z tym biskup udał się na rosyjską Ukrainę Lewobrzeżną i osiadł w monasterze św. Mikołaja w Baturynie.

### Metropolita kijowski

#### Przejście metropolii kijowskiej w jurysdykcję Patriarchatu Moskiewskiego
Od 1683 korespondował z carem rosyjskim w sprawie obsadzenia kijowskiej katedry metropolitalnej. W roku następnym w Kijowie z inicjatywy Iwana Samojłowicza odbył się sobór metropolii kijowskiej, na którym nowym metropolitą ogłoszono właśnie biskupa łuckiego. Mimo protestów części duchowieństwa, na czele z przełożonym ławry Pieczerskiej archimandrytą Warłaamem, w opinii którego tylko patriarcha konstantynopolitański mógł wyznaczać metropolitę kijowskiego, Gedeon (Czetwertyński) udał się do Moskwy, 8 listopada 1685 przyjął godność metropolity od patriarchy Joachima i złożył mu przysięgę kanoniczną. W roku następnym patriarcha Konstantynopola Dionizy IV ostatecznie zrezygnował ze zwierzchnictwa nad metropolią kijowską, sankcjonując jej przyłączenie do Patriarchatu Moskiewskiego. W związku ze zmianą jurysdykcji nastąpiła również zmiana tytułu metropolity kijowskiego, wyrażająca uznanie przez niego prymatu Moskwy jako najważniejszego ośrodka prawosławnego na ziemiach ruskich. Tytuł metropolity został zmieniony z „metropolita kijowski i halicki i całej Rusi” na „metropolita kijowski i halicki i Małej Rosji”.
Do czerwca 1687 Gedeon (Czetwertyński) zachował godność biskupa łuckiego i ostrogskiego, interesował się sytuacją prawosławnych w granicach Rzeczypospolitej. W grudniu 1686 kontaktował się z carem, prosząc go o interwencję w ich obronie. W 1687 tę samą prośbę skierował do hetmana Iwana Mazepy. Opowiadał się przy tym za całkowitym podporządkowaniem wszystkich struktur prawosławnych w Rzeczypospolitej Rosyjskiemu Kościołowi Prawosławnemu, w tym za rozwiązywaniem problemów personalnych i organizacyjnych w Moskwie. W tym samym czasie Gedeon (Czetwertyński) bez powodzenia starał się podporządkować sobie cerkwie Siczy Zaporoskiej, tradycyjnie podległe stauropigialnemu Monasterowi Międzygórskiemu. W 1688, wskutek konfliktu między arcybiskupem czernihowskim Łazarzem a metropolitą Gedeonem, patriarcha Joachim zdecydował o wyłączeniu eparchii czernihowskiej z jurysdykcji metropolity kijowskiego i bezpośrednim podporządkowaniu jej patriarsze. Metropolita Gedeon zlikwidował eparchię turowską, od wielu lat istniejącą tylko nominalnie, i włączył jej terytorium do własnej eparchii.
W ocenie Mokrego promoskiewskie poglądy metropolity Gedeona zraziły do niego prawosławną, dotąd zdecydowanie antyunicką Kozaczyznę, i przyczyniły się do przyjęcia unii przez prawosławne eparchie przemyską (1692), lwowską (1700) i łucką (1707).
Metropolita Gedeon przyczynił się do wyremontowania soboru Mądrości Bożej w Kijowie, wzniesienia nowej cerkwi w kompleksie monasteru Objawienia Pańskiego w Kijowie oraz w Monasterze Motronińskim. W swoim testamencie metropolita Gedeon przekazał większość osobistego majątku soborowi Mądrości Bożej (tam też został pochowany) oraz monasterowi w Baturynie.
Jego stryjeczny brat Sylwester, który wstąpił do klasztoru pod wpływem Gedeona, również został biskupem prawosławnym. Przy jego wyborze na biskupa mohylewskiego w 1705 pokrewieństwo z metropolitą kijowskim odegrało znaczącą rolę.